# 泽尔塔
泽尔塔（直译：「三角洲」）是希腊中马其顿大区塞萨洛尼基专区的市镇，行政中心为辛佐斯镇。市镇面积为311.09平方公里，2021年人口数量为44,935人。
此市镇设立于2011年地方政府改革中，由原3个市镇合并而成，原市镇则成为此市镇的3个市区。市镇名字源自此地为阿克西奥斯河的河口三角洲地带。